# Estadio Rei Pelé
El Estadio Rei Pelé, también conocido como Trapichão es un estadio multiusos localizado en la ciudad de Maceió, capital del estado de Alagoas en Brasil. El estadio fue inaugurado en 1979 y posee una capacidad para 32.876 personas. Alberga los partidos del Clube de Regatas Brasil (CRB) y Centro Sportivo Alagoano (CSA)
El escenario fue bautizado en honor a Pelé y se le conoce como Trapichão al estar ubicado en el barrio Trapiche de Barra.
El 12 de octubre de 2004 el Estadio Rei Pelé fue sede de la Selección de fútbol de Brasil en un encuentro por la Eliminatoria al Mundial Alemania 2006, el cual finalizó 0-0 contra su similar de Colombia.
El 31 de mayo de 2009 el escenario deportivo fue descartado de la lista de las sedes que albergaron la Copa Mundial de Fútbol de 2014.

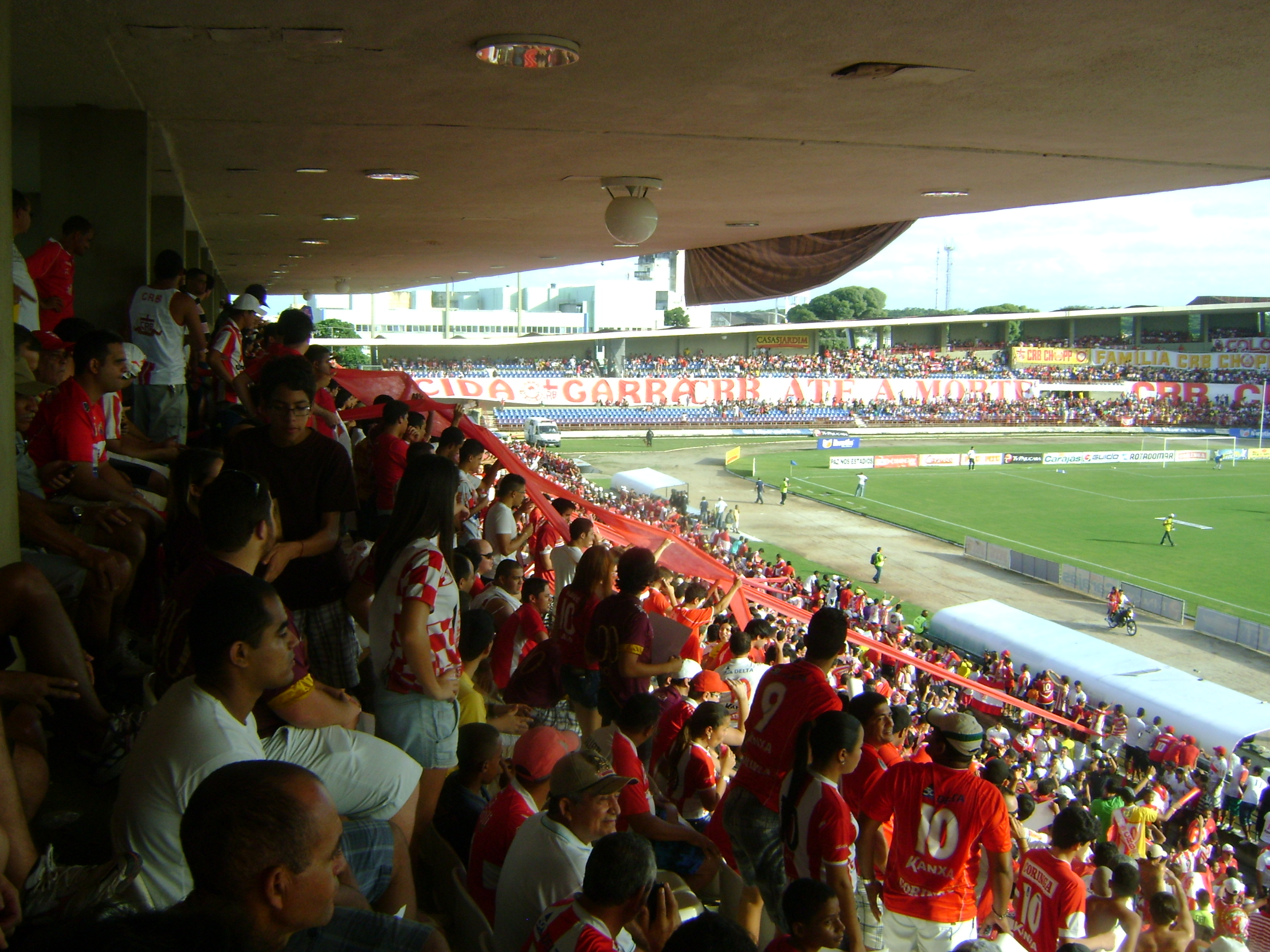
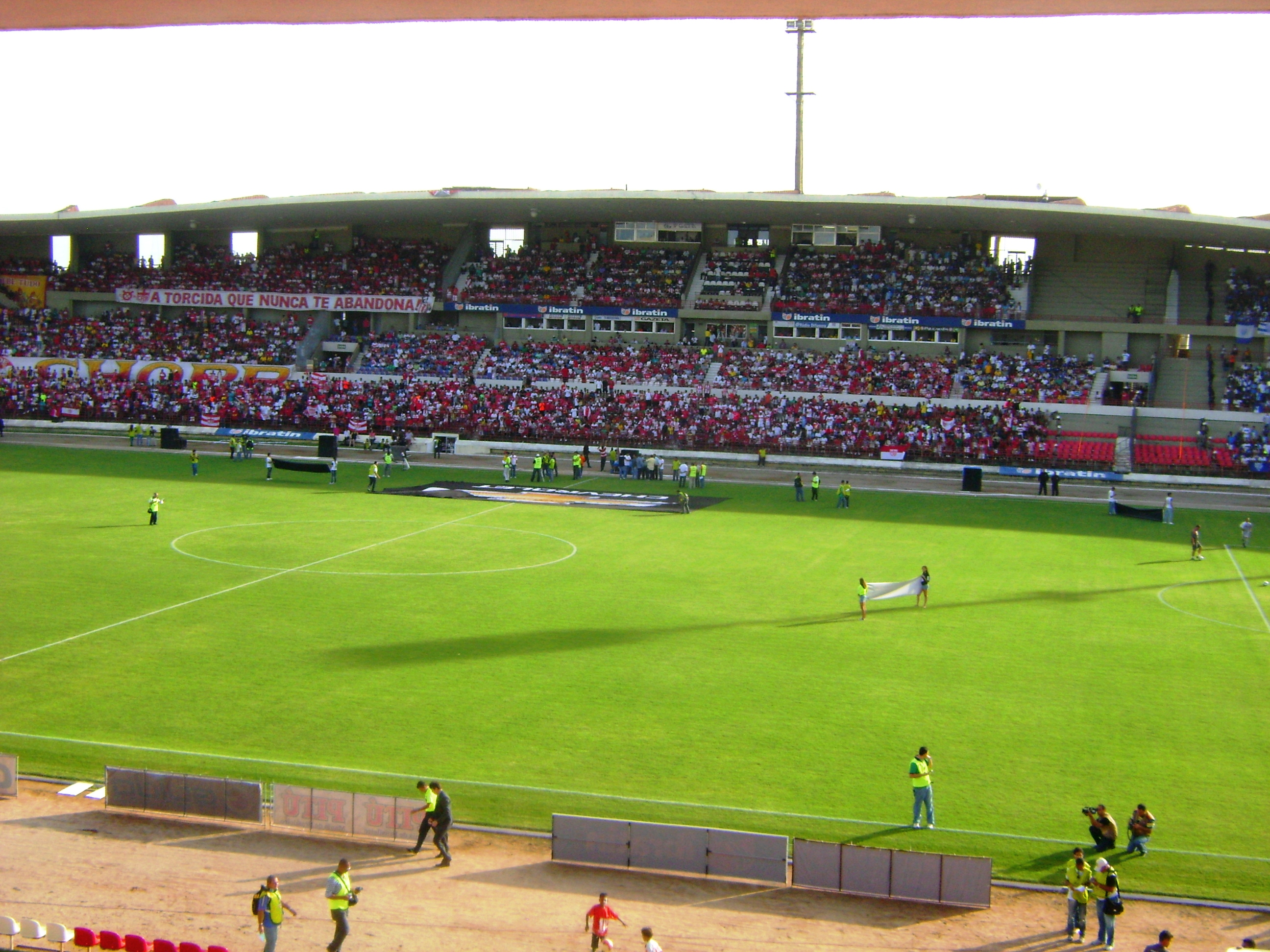